# Anna Nemś
Anna Ewa Nemś z domu Szklarz (ur. 19 marca 1964 w Ogrodzieńcu) – polska działaczka samorządowa, przedsiębiorca i polityk. Posłanka na Sejm VII i VIII kadencji, w 2015 wiceminister gospodarki, od 2024 prezydent Zawiercia.

## Życiorys
Ukończyła studia na Wydziale Ekonomiki Produkcji Akademii Ekonomicznej w Krakowie. Prowadziła własną działalność gospodarczą. Przystąpiła do Platformy Obywatelskiej, z jej ramienia w 2006 i w 2010 była wybierana na radną Zawiercia. Od 2006 do 2009 pełniła funkcję wiceprzewodniczącej rady miejskiej, następnie przez rok była zastępcą prezydenta tego miasta.
W wyborach w 2011 znalazła się na 8. pozycji na liście kandydatów PO do Sejmu w okręgu wyborczym nr 32 w Sosnowcu. Uzyskała mandat poselski, otrzymawszy 9086 głosów, co stanowiło piąty wynik spośród kandydatów jej partii.
15 czerwca 2015 została powołana na stanowisko sekretarza stanu w Ministerstwie Gospodarki. W wyborach w tym samym roku z powodzeniem ubiegała się o poselską reelekcję, otrzymując 15 875 głosów. W Sejmie VIII kadencji została członkinią Komisji Administracji i Spraw Wewnętrznych oraz Komisji Gospodarki i Rozwoju. W wyborach w 2019 nie została ponownie wybrana do Sejmu. W wyborach samorządowych w 2024 uzyskała mandat radnego Zawiercia. Wystartowała również na urząd prezydenta miasta, uzyskując najwyższe poparcie w pierwszej turze (35,7% głosów) i przechodząc do drugiej tury z ubiegającym się o reelekcję Łukaszem Konarskim, którego pokonała w niej z wynikiem 56,2% głosów. Urząd prezydenta Zawiercia objęła 7 maja 2024.

## Życie prywatne
Jest mężatką, ma dwóch synów.